# Gonioctena
Genre
Gonioctena est un genre d'insectes coléoptères de la famille des Chrysomelidae. Certaines espèces ressemblent beaucoup par leur aspect à des coccinelles.

## Synonyme
Phytodecta

## Taxons inférieurs
La classification de ce genre diffère selon les bases de données.
Selon Catalogue of Life et Animal Diversity Web, il y aurait quatre espèces :
- Gonioctena americana
- Gonioctena nivosa
- Gonioctena notmani
- Gonioctena occidentalis

Selon ITIS il faut leur ajouter un sous-genre :
- Gonioctena (Gonioctena) Chevrolat in Dejean, 1836

et deux sous-espèces :
- Gonioctena nivosa alberta Brown, 1952
- Gonioctena nivosa arctica Mannerheim, 1853

Selon Fauna Europaea il y aurait six sous-genres et il y aurait beaucoup plus d'espèces d'après NCBI et la classification phylogénétique.
Selon NCBI (24 mai 2013) :
- Gonioctena decemnotata
- Gonioctena fornicata
- Gonioctena holdausi
- Gonioctena honshuensis
- Gonioctena intermedia
- Gonioctena interposita
- Gonioctena japonica
- Gonioctena kamikawai
- Gonioctena linnaeana
- Gonioctena nigroplagiata
- Gonioctena occidentalis
- Gonioctena olivacea
- Gonioctena pallida
- Gonioctena quinquepunctata
- Gonioctena rubripennis
- Gonioctena rufipes
- Gonioctena sibirica
- Gonioctena springlovae
- Gonioctena tredecimmaculata
- Gonioctena variabilis
- Gonioctena viminalis